# Diyor Takhirov
Diyor Takhirov, né le 25 décembre 2005, à Tchirtchik, est un coureur cycliste ouzbek.

## Biographie
En 2021, Diyor Takhirov est sacré champion d'Ouzbékistan sur route juniors, alors qu'il n'a pas encore seize ans. Les deux années suivantes, il réalise de bonnes performances aux championnats d'Asie juniors. Il participe également à deux reprises au Tour de DMZ avec l'équipe du Centre mondial du cyclisme. 
Lors de la saison 2024, il évolue au sein du club italien Gallina Ecotek Lucchini. Il devient ensuite champion d'Ouzbékistan sur route chez les élites en 2025. 

## Palmarès
- 2021
  -  Champion d'Ouzbékistan sur route juniors
- 2023
  - 2e du Tour of Marand-Aras
  -  Médaillé de bronze du championnat d'Asie du contre-la-montre par équipes juniors
- 2025
  -  Champion d'Ouzbékistan sur route